# Snead (Alabama)
Snead est une ville du comté de Blount, en Alabama, aux États-Unis,.
La région de Snead est habitée dès 1839, lorsque le gouvernement fédéral attribue des terres à John Jackson. En 1853, le médecin GW White achète des terres et y construit un moulin. Le premier bureau de poste est créé en 1882 et la ville est baptisée Snead en référence à John Snead, le premier agent postal. La ville est incorporée en 1966.

## Démographie
| 1970 | 1980 | 1990 | 2000 | 2010 | - |
| ---- | ---- | ---- | ---- | ---- | - |
| 347  | 667  | 632  | 748  | 835  | - |

## Source de la traduction
- (en) Cet article est partiellement ou en totalité issu de l’article de Wikipédia en anglais intitulé « Snead, Alabama » (voir la liste des auteurs).